# Miltiadīs Carydīs
Miltiadīs Carydīs (in alfabeto greco: Μιλτιάδης Καρύδης; Danzica, 9 maggio 1923 – Atene, 1º marzo 1998) è stato un direttore d'orchestra greco di origine tedesca.

## Biografia
Figlio di padre greco e madre tedesca, è stato allevato a Dresda, ma ben presto la sua famiglia, nel 1938, si trasferì in Grecia.
Carydīs è stato l'unico alunno della sua classe a Dresda a sopravvivere alla seconda guerra mondiale; al termine del conflitto ha studiato con Hans Swarowsky a Vienna.
Nel 1981 gli è stato assegnata la medaglia del premio Béla Bartók per il suo contributo a diffondere l'appello del lavoro del compositore.
Morì ad Atene a causa di un ictus mentre provava con l'Orchestra Nazionale Greca ERT.

## La sua carriera ha attraversato
L'Opera di:
- Colonia
- Graz
- Vienna
- la Philharmoia Ungarica
- la Oslo Philharmonic
- il Tonkunstlerorchester